# Costa Rica aux Jeux olympiques d'été de 2020
Le Costa Rica participe aux Jeux olympiques de 2020 à Tokyo au Japon. Il s'agit de sa 16e participation à des Jeux d'été.

## Athlètes engagés
| Sport      | Hommes | Femmes | Total |
| ---------- | ------ | ------ | ----- |
| Athlétisme | 1      | 2      | 3     |
| Cyclisme   | 2      | 1      | 3     |
| Judo       | 1      | 0      | 1     |
| Natation   | 1      | 1      | 2     |
| Surf       | 1      | 2      | 3     |
| Taekwondo  | 0      | 1      | 1     |
| Total      | 6      | 8      | 14    |

## Résultats

### Athlétisme
| Athlète         | Épreuve              | Séries      | Séries      | Demi-finales | Demi-finales | Finale         | Finale   |
| Athlète         | Épreuve              | Temps       | Rang        | Temps        | Rang         | Temps          | Rang     |
| --------------- | -------------------- | ----------- | ----------- | ------------ | ------------ | -------------- | -------- |
| Gerald Drummond | 400 m masculin       | 49 s 92     | 7e          | Éliminé      | Éliminé      | Éliminé        | Éliminé  |
| Andrea Vargas   | 100 m haies          | 12 s 71     | 1re         | 12 s 69      | 3e           | Éliminée       | Éliminée |
| Noelia Vargas   | 20 km marche féminin | Non disputé | Non disputé | Non disputé  | Non disputé  | 1 h 35 min 7 s | 21e      |

### Cyclisme
| Athlète        | Compétition | Tour de classement | Tour de classement | Finale | Finale |
| Athlète        | Compétition | Points             | Rang               | Points | Rang   |
| -------------- | ----------- | ------------------ | ------------------ | ------ | ------ |
| Kenneth Tencio | Hommes      | 79,80              | 6e                 | 90,5   | 4e     |

| Athlète           | Compétition               | Temps           | Rang    |
| ----------------- | ------------------------- | --------------- | ------- |
| Andrey Amador     | Course en ligne masculine | 6 h 21 min 46 s | 68e     |
| María José Vargas | Course en ligne féminine  | Abandon         | Abandon |

### Gymnastique artistique
| Athlète          | Qualifications | Qualifications      | Qualifications | Qualifications | Qualifications | Qualifications | Finale   | Finale              | Finale   | Finale   | Finale   | Finale   |
| Athlète          | Appareil       | Appareil            | Appareil       | Appareil       | Total          | Rang           | Appareil | Appareil            | Appareil | Appareil | Total    | Rang     |
| Athlète          | Saut           | Barres asymétriques | Poutre         | Sol            | Total          | Rang           | Saut     | Barres asymétriques | Poutre   | Sol      | Total    | Rang     |
| ---------------- | -------------- | ------------------- | -------------- | -------------- | -------------- | -------------- | -------- | ------------------- | -------- | -------- | -------- | -------- |
| Luciana Alvarado | 13,433         | 12,741              | 12,966         | 12,166         | 51,306         | 51e            | Éliminée | Éliminée            | Éliminée | Éliminée | Éliminée | Éliminée |

### Judo
| Athlète              | Compétition           | 1er tour               | 2e tour                | Quart de finale     | Demi-finale         | Repêchage           | Finale              | Rang    |
| Athlète              | Compétition           | Adversaire Résultat    | Adversaire Résultat    | Adversaire Résultat | Adversaire Résultat | Adversaire Résultat | Adversaire Résultat | Rang    |
| -------------------- | --------------------- | ---------------------- | ---------------------- | ------------------- | ------------------- | ------------------- | ------------------- | ------- |
| Ian Sancho Chinchila | Moins de 66 kg hommes | Cullhaj Victoire 11-00 | An Ba-ul Défaite 00-10 | Éliminé             | Éliminé             | Éliminé             | Éliminé             | Éliminé |

### Natation
| Athlète         | Épreuve      | Séries       | Séries | Demi-finales | Demi-finales | Finale  | Finale  |
| Athlète         | Épreuve      | Temps        | Rang   | Temps        | Rang         | Temps   | Rang    |
| --------------- | ------------ | ------------ | ------ | ------------ | ------------ | ------- | ------- |
| Arnoldo Herrera | 200 m brasse | 2 min 20 s 9 | 38e    | Éliminé      | Éliminé      | Éliminé | Éliminé |

| Athlète        | Épreuve          | Séries       | Séries | Demi-finales | Demi-finales | Finale   | Finale   |
| Athlète        | Épreuve          | Temps        | Rang   | Temps        | Rang         | Temps    | Rang     |
| -------------- | ---------------- | ------------ | ------ | ------------ | ------------ | -------- | -------- |
| Beatriz Padron | 200 m nage libre | 2 min 4 s 56 | 25e    | Éliminée     | Éliminée     | Éliminée | Éliminée |

### Surf
| Athlète           | Compétition | Round 1  | Round 1 | Round 2  | Round 2  | Round 3                        | Quart de finale            | Demi-finale   | Finale / 3e place | Finale / 3e place |
| Athlète           | Compétition | Résultat | Rang    | Résultat | Rang     | Résultat                       | Résultat                   | Résultat      | Résultat          | Classement        |
| ----------------- | ----------- | -------- | ------- | -------- | -------- | ------------------------------ | -------------------------- | ------------- | ----------------- | ----------------- |
| Carlos Muñoz      | Hommes      | Forfait  | Forfait | Forfait  | Forfait  | Non qualifié                   | Non qualifié               | Non qualifié  | Non qualifié      | Non qualifié      |
| Brisa Hennessy    | Femmes      | 12,20    | 2e      | Exemptée | Exemptée | Williams Victoire 12,00 - 7,73 | Marks Défaite 6,83 - 12,50 | Éliminée      | Éliminée          | Éliminée          |
| Leilani McGonagle | Femmes      | 9,64     | 3e      | 9,63     | 4e       | Non qualifiée                  | Non qualifiée              | Non qualifiée | Non qualifiée     | Non qualifiée     |

### Taekwondo
| Athlète         | Compétition           | Huitièmes de finale | Quarts de finale    | Demi-finales        | Repêchage           | Finale / MB         | Rang     |
| Athlète         | Compétition           | Adversaire Résultat | Adversaire Résultat | Adversaire Résultat | Adversaire Résultat | Adversaire Résultat | Rang     |
| --------------- | --------------------- | ------------------- | ------------------- | ------------------- | ------------------- | ------------------- | -------- |
| Nishy Lee Lindo | Moins de 80 kg hommes | Exemptée            | İlgün Défaite 5-16  | Éliminée            | Éliminée            | Éliminée            | Éliminée |